# Hyundai Aura
Pour les articles homonymes, voir Aura.
Ne pas confondre avec la Saturn Aura.
La Hyundai Aura (ou Grand i10 Sedan hors d'Inde) est une voiture citadine à 4 portes produite par le constructeur automobile Sud-Coréen Hyundai.

## Présentation
Il s'agit d'une berline basée sur la troisième génération de Hyundai i10, et a principalement été conçue pour le marché indien, sur lequel elle est lancée le 21 janvier 2020.
C'est la successeur de la Hyundai Xcent, mais la Xcent continue sa production principalement pour les clients des flottes et les commerciaux.
Elle est commercialisée en Turquie sous le nom de Hyundai Grand i10 Sedan.

## Caractéristiques techniques

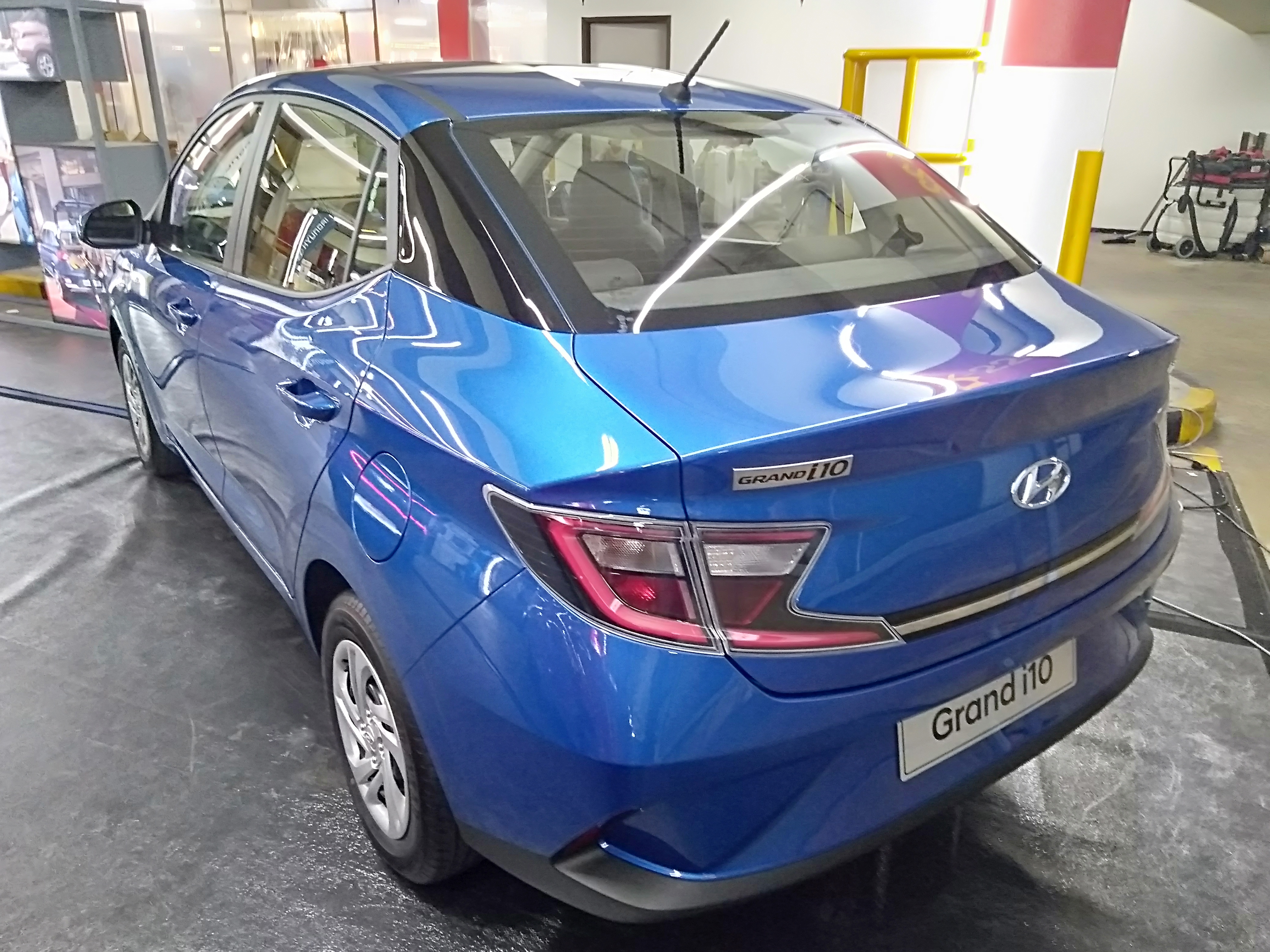
Hyundai Grand i10 Sedan 1.2 de 2020 (vue arrière, Brunei)

L'Aura dispose d'un système d'infodivertissement à écran tactile de 8,0 pouces avec système Android Auto et compatibilité Apple CarPlay, un système de musique Arkamys et un combiné d'instruments semi-numérique. De plus, elle est également bien équipée avec des fonctionnalités de confort telles que le chargement sans fil, la ventilation de climatisation arrière, l'accoudoir central arrière.
L'Aura est disponible avec trois options de moteur. La seule option diesel est le moteur turbodiesel U-Line 1,2 L produisant 75 ch (55 kW; 74 ch). Le moteur essence est un moteur à essence atmosphérique de 1,2 L partagé avec la Grand i10 Nios, ainsi qu'une unité essence GDI turbocompresseur de 1,0 L qui peut générer 100 ch (74 kW; 99 ch) de puissance de pointe.

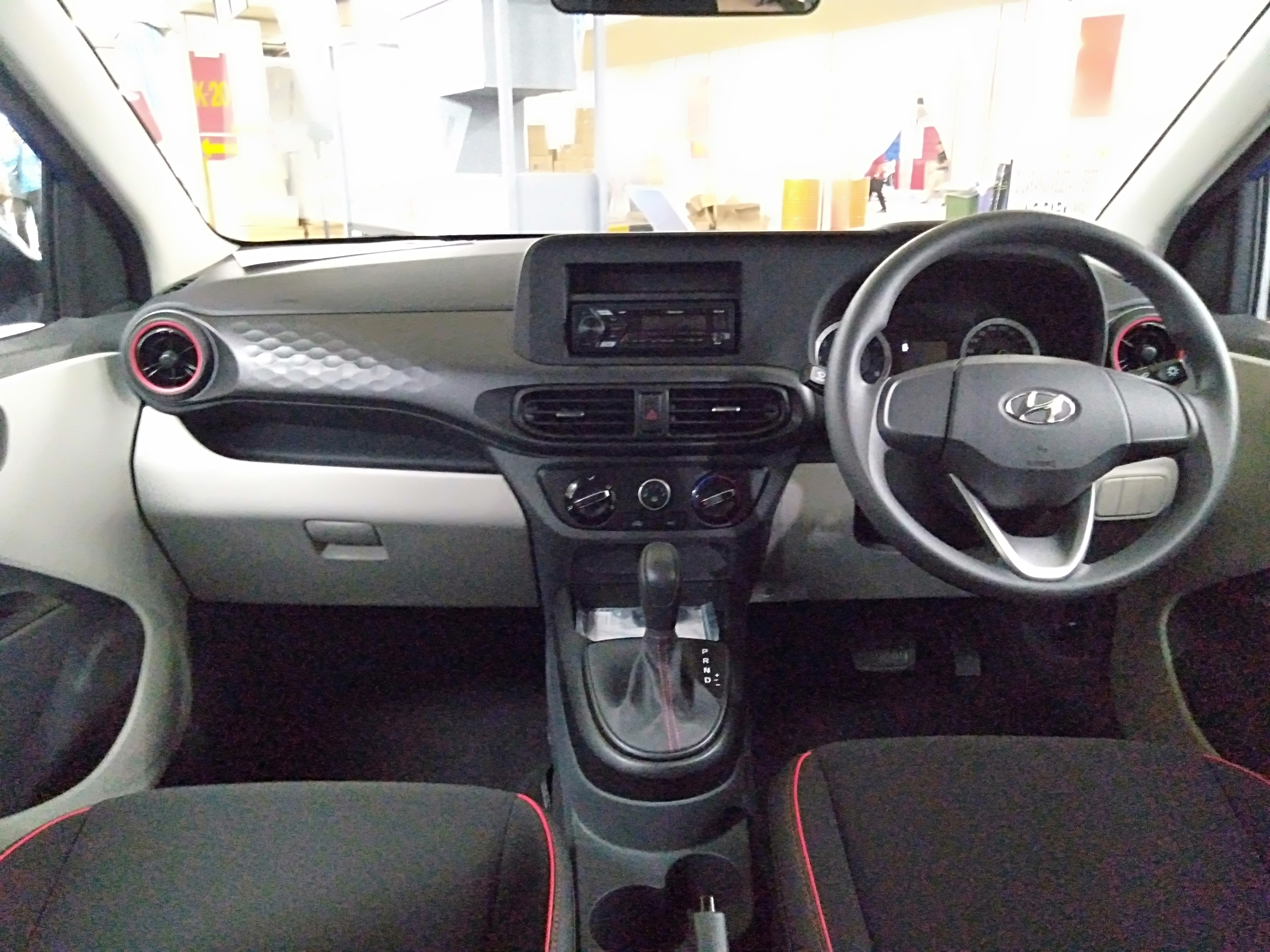
Intérieur